# Марина Антиохийская
Мари́на Антиохи́йская (др.-греч. Μαρίνα; родилась, приблизительно, в 292 году, Антиохия, Писидия, Римская империя — казнена около 307 года, там же, Римская империя) — христианская дева, почитаемая в лике великомучениц.
Восточная церковь отмечает день её памяти 17 (30) июля, под этой датой её житие помещено в «Минологии» Василия II (979—989 гг.). На протяжении всего времени почитается в христианских церквях Востока, ставших затем православными, а также в коптской православной церкви.
В поздней Западной католической традиции, начиная с «Золотой легенды» — сочинении, написанном около 1260 года, — Марина Антиохийская была переименована и стала называться Маргари́та Антиохийская.
В 494 году папа Римский, Геласий I, признал житие святой Марины апокрифическим. Её почитание на Западе возобновилось в эпоху крестовых походов, а после эпидемии чумы 1346—1353 года она была включена под именем Маргарита в число Четырнадцати святых помощников. Находилась в числе святых, которые являлись Жанне д’Арк.

## Житие
Марина прославлена в лике великомучениц, предположительно она одна из многочисленных жертв гонений на христиан времён правления императора Диоклетиана (284—305 годы н. э.), но время её страданий не указано в древнем житии.
Наиболее раннее житие Марины изложено в Минологии Василия II, составленном в 979—989 годы. Это житие в переведённом-пересказанном виде стало основой для всех более поздних православных житей великомученицы Марины.
Согласно Минологию Василия II, Христова мученица Марина была родом из Антиохии в Писидии, её отец Эдесий (др.-греч. Αἰδέσιος) был языческим жрецом. Марина исповедовала веру в Христа и была приведена к эпарху Олимврию (др.-греч. Ολύμβριος), который принуждал её отречься от Христа и принести жертву идолам. Марина отказалась и была посажена в тюрьму, где появился большой дракон, который обвил её шею, свистел и угрожал сожрать Марину. Святая изобразила крест и убила этим змия. Затем её поместили в яму с водой. И явился голубь, благословил воду и она крестилась. Она вышла из воды с другой стороны и перед эпархом, который приговорил её к усечению мечом, исповедовала веру в Христа. Её привели к месту смерти, где она долго молилась и была обезглавлена.
Западная житийная литература представляет одинаковые сведения о происхождении Марины (под именем Маргарита), её местожительстве, но добавлено много вещей, которых не существует в греческом житии; другие факты противоречат греческому житию (например, согласно латинскому житию Маргарита была крещена до мучения, в греческом Марина получила крещение во время мучения). В западном житии указан первый агиограф — Феотим, свидетель истязаний и казни вмц. Марины (О нём нет речи в греческом житии).
Согласно «Золотой легенде» и другим более поздним текстам, Маргарита родилась в Антиохии (в Писидии, Малая Азия) и была дочерью языческого жреца Эдессия. Выгнанная отцом из-за принадлежности к христианству, дева поселилась в полях вместе со своей кормилицей и её стадами. Олимврий, римский епарх (префект), увидел Маргариту-пастушку и предложил ей брак, при условии, что она отречётся от Христа. Отказ Маргариты привёл к тому, что её жестоко пытали и, после череды чудес, в 304 году она была убита.
Одно из этих чудес: Маргариту бросили в пасть сатаны в образе дракона, но так как в руках у неё был крест, в желудке у дракона возникло беспокойство, и он изверг её целой и невредимой.
Воспитала её кормилица, жившая в поместье, принадлежавшем матери Марины, которая умерла, когда Марина была ещё грудным ребёнком. Имение находилось более, чем в 20 км от города. От кормилицы, и/или от другого не называемого по имени «человека Божия» из множества бродячих проповедников Марина узнала основы христианства.
Услышав в возрасте 12 лет рассказ о непорочном зачатии и рождении Иисуса, Марина окончательно укрепила веру в христианского Бога и своё намерение отказаться от мирских соблазнов. Марина решила никогда не выходить замуж и — несмотря на то, что она уже привлекала внимание мужчин, стать «невестой Христовой»; некоторые же прямо указывают на готовность Марины «положить свою душу за Господа».
Марина была казнена в возрасте 15 лет. Агиографы коптской православной церкви утверждают, что её отец к этому времени умер. Между остальными житиями имеются значительные расхождения относительно реакции отца-язычника на христианизацию дочери и его замыслов в отношении дальнейшей судьбы Марины. Мнения зачастую противоположны: одни жития утверждают, что отец отрёкся от Марины как от дочери, лишь только узнав о её переходе в христианство, другие же — что, наоборот, это было провидением Господним, что отец не предпринял никаких попыток отвратить её от пути к христианству.
Вместе с тем, третьи пишут о нормальных отношениях Марины с отцом, при которых он искал лишь возможность выдать Марину замуж за сильнейшего представителя власти в провинции, а четвёртые — что отец умер, но Марина продолжала жить с няней. Наконец, иногда просто констатируют, что девушка освободилась от опеки отца, но продолжала жить, очевидно, в том же имении, где она выросла: в фатальный для неё момент Марина «вышла раз в поле посмотреть на овец своего отца, которые там паслись» — одна или, в коптском варианте, со служанками.
Называется два варианта имени человека, с которым теоретически Марина могла вступить в брак (варианты агиографии: по воле отца либо по воле жениха), который затем отдал её в буквальном смысле на растерзание и, в конце концов, приказал обезглавить. По коптским источникам (в переводе с английского) это Лофарий Эброт (англ. Lopharius Ebrotus). В западноевропейском библиоведении XX века (см. в списке источников H. Delehaye, G. H. Gerould, F. M. Mack) его называют Олибрий (англ. Olybrius); здесь же мы будем следовать греческой и основанной на ней русской традиции написания — Олимврий (англ. Olymbrios).
Должность Олимврия — эпарх, либо префект, либо «правитель» (англ. governor) или имперский правитель англ. Imperial Governor провинции.
Олимврий обратил внимание на Марину в тот момент, когда она находилась за городом, на выпасе овец своего отца, а сам Олимврий возвращался в Антиохию по пролегавшей близ поля дороге. Иногда уточняется, что правитель возвращался в Антиохию из города Асия, совершая, по приказу Диоклетиана, объезд писидийской области «для розыска и казни христиан». При этом — если житие не говорит о намерении отца Марины выдать её замуж — подчёркивается страсть, охватившая правителя при виде молодой девушки, и развивающаяся до крайних пределов («Олимврий со сладострастием смотрел на девушку, всё более разгораясь к ней плотским чувством»). Этому любовному мотиву противопоставляется стойкость веры и убеждений юной христианки — невесты Христовой.
Вера помогает Марине одолеть легчайший, житейский уровень искушений. Уже при первом приближении к ней воинов, посланных правителем, она возносит молитву:

Господи Иисусе Христе, Боже мой! Не оставь меня и не дай погибнуть душе моей! Да не одолеют меня враги мои, да не осквернится слух мой их лукавыми речами, да не уступит ум мой их скверным соблазнам, да не устрашится сердце мое их страшных угроз. Не попусти вере моей быть вверженной в грязь и в тину, чтоб не порадовался диавол, ненавидящий добро, но пошли мне помощь с высоты Своего Престола, дай мне премудрость, дабы я укрепилась силой Твоей и без страха отвечала на вопросы мучителя. Ей, Господи мой, призри милостиво в этот час на меня; вот, я теперь как овца среди волков, как птица среди ловцов, как рыба в сетях; прииди и избавь меня от козней вражиих!

И хотя в последовавшем затем прямом разговоре с Олимврием Марина без обиняков заявила, что верит в Иисуса Христа, что только с Ним она соединена сердечной любовью и иного жениха не желает, Олимврий забрал её с собой в Антиохию. Там, по некоторым житиям, её ожидало более сильное искушение — демонстрация власти и богатства: по прибытии в город Олимврий «поручил Марину знатным женщинам». Но ни их возможные вразумляющие речи в её адрес («почему эта девица, оставшаяся без матери, не желает жить со мной в роскоши?» — вопрошал Олимврий), ни, наконец третье, сильнейшее искушение, ожидавшее Марину назавтра — когда Олимврий предложил ей руку и сердце публично, в центре города, с подиума префекта — Марина осталась неколебимой в своём отказе.
На смену триаде искушений житейских немедленно приходят страдания физические, также разделённые на три этапа, каждый из которых возрастает по своей силе. Силы, позволяющие превозмочь физические страдания, на всех этих трёх стадиях искушения прекратить боль ценой вероотступничества мученица вновь черпает в молитвах Господу. Но и этот, второй уровень искушения, не исчерпывает содержание подвига святой. Источником третьего уровня испытаний выступает сам сатана, чей натиск также троекратен.
В первый раз дьявол является Марине в темнице, в ночь после первого дня пыток, когда она молится, — как уточняет коптская версия — сложив руки крестообразно. В русской агиографии подчёркивается, что в этой молитве сама Марина испрашивает Господа:

Дай мне увидеть врага рода человеческого, воюющего против меня. Пусть он лицом к лицу станет предо мной. Ты Судия и Властитель живых и мертвых — так суди между мной и диаволом. Избавь меня от погибели. Помоги мне одолеть его. Твоей непобедимой силой и отправь сатану в преисподнюю.

Приняв образ змея (дракона), сатана поглощает пленницу. Марине же удаётся сотворить в его чреве молитву и крестное знамение, что поглотившего её разрывает на части. Вновь оказавшись на полу в темнице, Марина замечает в углу самого сатану — лично Веельзевула. Признав, что в образе дракона Марина повергла Руфа, его сородича, — «князь бесовский» приступает ко второму натиску, физическому.
Особенность, отличающая Марину от других святых дев и даже мужей, состоит здесь в том, что сатане — Марина оказывает активное физическое сопротивление. Она не только молится, но ещё и атакует дьявола всеми подручными средствами — и победа оказывается на её стороне. Вступив с Вельзевулом в физическое единоборство, Марина продолжает творить молитвы, и вдруг замечает лежащий в углу темницы медный молот. Схватив него, она начинает бить им сатану по голове, удерживая его за волосы (или за рога). Наступив сатане на шею, Марина произнесла: «Отступи от меня, беззаконный отец геенны!». После этого небеса раскрылись, тело мученицы получило исцеление от вчерашних ран; голос свыше ободрил её ничего не бояться, призвав: «А теперь, Марина, изучи помышления сатаны, испытай его сердце и свяжи навеки».
Беседа, в которую Веельзевул вступает с девушкой, представляет собой третий натиск сатаны. Здесь под личиной откровенности рассказа о своих злодеяниях он вновь пытается увлечь её в те грехи, которым юная девушка противостоит — «отец лжи Вельзевул решил, как всегда и всех, обмануть святую». Его речения насыщены близкими к натурализму подробностями того, к каким именно постыдным порокам склоняет он людей и, в частности, юных дев. Похваляясь тем, что его коварству не в силах противостоять даже сильнейшие («я заставляю сомневаться даже святых, изменяю их рассудок, смущаю сердце, а ночью, во время сна, влагаю в них желания»), Вельзевул продолжает

Я вкладываю в их сердца горящий огонь страсти, и грех становится острым мечом, ранящим души. Я насмехаюсь над всяким человеком, погрязшим в распутстве, помрачая его ум, делаю гордым и надменным. Я стараюсь уловить в свои сети всех людей, но особенно подобных тебе — непорочных и чистых дев… Я нападаю на девственниц и придумываю, как страстью блуда увлечь их в пропасть отступничества и погибели.

Но и здесь Марина побеждает диавола. «Умолкни, — ответствовала она демону, — я не дам тебе лгать и говорить лишнее. Полезно было узнать о тайнах, которые ты невольно открыл мне в своей „исповеди“. Но по своему диавольскому высокомерию ты стал хвастать и подменять ненавистную тебе истину вымыслом. Ты лжец и обманщик». После этого, не дожидаясь ответа, мученица растворила бездну крестным знамением, отправив Веельзевула в преисподнюю с напутствием: «Ступай в адскую бездну до Страшного Суда, пока не дашь ответ за души, которые ты погубил».
День последнего круга пыток и смерти Марины (а также 85 христиан, казнённых в те же часы за городом), представлен в житиях как день торжества христианства, ибо сами по себе эти казни и сопутствовавшие им обстоятельства содействовали обратному — ещё более массовому обращению в христианство.
Образ обращающегося в христианство Малха — гражданина империи, вынужденного привести в исполнение смертный приговор Марине, — противопоставлен образу префекта Олимврия — римлянина, который несмотря на личную симпатию к Марине обязан пытать и казнить её. Присутствуя на пытках, Олимврий психологически не может осилить видимые им страдания; он закрывает лицо руками или плащом. Малх же — сам христианин — по пути к месту казни признаётся Марине, что воспринимает свою обязанность как предначертание Господне. Однако все жития свидетельствуют: при наступлении момента отсечения головы Марине он, Малх, оказывается психологически не в силах исполнить это. Лишь после того, как сама Марина предупреждает его: «не исполнишь — не будешь вместе со мной в Царствии Небесном», он отрубает ей голову
После этого, согласно житию, записанному, как считается, свидетелем её последних дней Феотимом, укрощённый Вельзевул вступил с ней в беседу и признался в некоторых грехах.
Учёными предпринимались попытки доказать, что группа легенд, связанная со святой Маргаритой, является результатом развития сказаний о языческой богине Афродите.
Древнейшие материалы к исследованию мученических актов святой Марины на греческом языке были опубликованы в 1886 году в Бонне («Асtа S. Маrinae еt Christophori»).

## Почитание
Традицию почитания Марины установил сам свидетель её заточения, казни (304 год), а затем и агиограф святой — Феотим. Умастив ароматами и благовониями тело великомученицы, он поначалу поместил его «в дом одной благочестивой сенаторши» в самой Антиохии. Впоследствии её мощи были помещены в каменную гробницу в специально построенном молитвенном доме — мартирии, где каждый год в день памяти святой устраивалась литургия и затем трапеза в честь великомученицы. Основанием для признания Марины святой, — как и на протяжении всей эпохи раннего христианства, — являлась не формализованная процедура канонизации, а многочисленные чудеса, приписываемые её мощам.

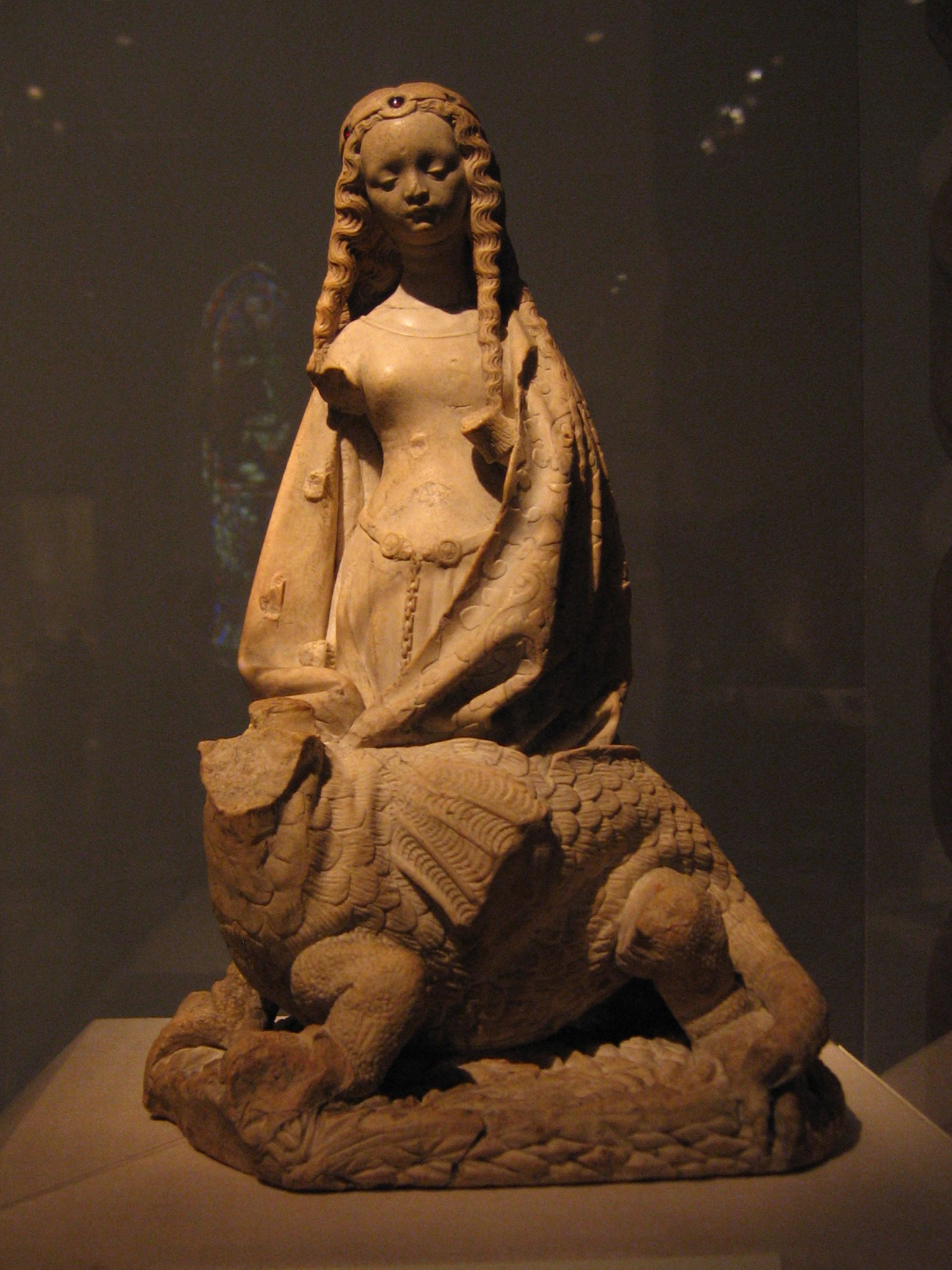
Святая Маргарита (Марина) и змей. Скульптура. Тулуза, 1475. (Музей Метрополитен, Нью-Йорк)

Расхождения между восточным и западным христианством, завершившиеся усвоением в католической традиции нового имени великомученицы из Антиохии — Маргарита — имеют давнюю историю. Ряд западноевропейских светских библиоведческих монографий (мнение их авторов отражено в Dictionary of Saints) констатирует, что уже в 494 году папа римский Геласий I объявил её житие апокрифическим. Те же источники утверждают, что древнего её литургического культа не существовало, и что первое её агиографическое упоминание датируется IX веком (мартиролог Рабана Мавра).
Со своей стороны, восточнохристианские жития не упоминают о действиях Геласия; саму же святую они называют, как и гласят надписи на иконах, только одним именем — Марина. Применительно к великомученице Марине там же приводится другой ряд событий. Это перенос части её мощей греческой императрицей Марией, супругой Льва III Исавра в VIII столетии в Константинополь. Там они хранились в монастыре Христа Всевидца вплоть до 1204 года, когда город взяли крестоносцы. Это перенос другой части её мощей в 908 году из Антиохии в Италию, где они были положены в Монте-Фиасконе, в Тоскане. Это, наконец, взятый в 1213 году Иоанном де Бореа в Константинополе серебряный ларец-мощевик с кистью святой и надписью по-гречески «мощи св. Марины», — его ещё в XVII веке видели в Венеции, в храме её имени.
Высказывается предположение, что на некотором этапе истории западной Европы Марина была переименована в латиноязычной агиографии в Маргариту в порядке обратного перевода прозвища «жемчужина, перл», данного ей за красоту и благородство. При схожести жизнеописания святую с некоторого момента начинают почитать в разных частях Европы под разными именами: ближе к югу и востоку под оригинальным именем Марина, а на Западе и Севере — как Маргариту. Схизма, то есть разделение христиан на православных и католиков ещё более закрепляет это, причём вплоть до конца XX века западное имя Маргарита православием не признавалось, и названные им при рождении получали крещение во имя святой Марины. В миру в неправославной Европе имя Марина (в переводе «морская») традиционно популярно в средиземноморской Италии и в славянской Польше (например, Марина Мнишек).

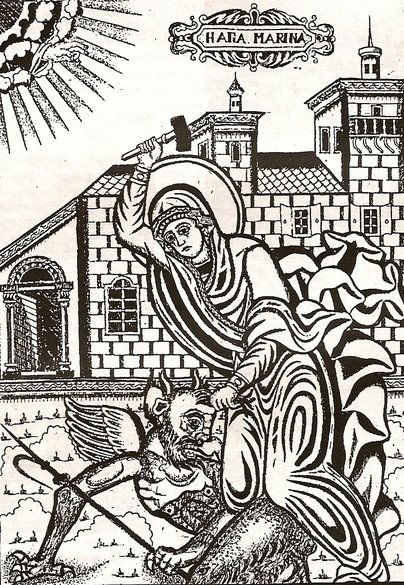
Святая Марина, молотом побивающая диавола. Греция, 1858 год

Культовое почитание великомученицы Марины развито в странах, территориально наиболее близких к родине святой (ныне это один из южных вилайетов Турции) — православных Греции и Болгарии, а также в коптской православной церкви в Египте. Частицы её мощей в большом количестве находятся на Афоне. Часть руки святой находится в Ксенофонте, левая рука с кистью — в Иверском монастыре, в монастыре Филофея — нога, в русском Пантелеимоновом монастыре — одно из рёбер. Крупные части мощей святой Марины находятся в монастырях Хиландар и Эсфигмен. В Италии мощи великомученицы Марины, вывезенные из Константинополя Иоанном де Бореа (и спасшие его от бури по пути в Венецию), были помещены в церковь Святого Либерала, переименованную затем в её честь, откуда в XIX веке были перенесены в храм святого Фомы в том же городе.
Святая Марина пользуется особой любовью в Греции, где в её честь воздвигнуто большое количество храмов. Элегантная и стройная церковь Святой Марине XIII века украшает армянский город Аштарак.
Уже с IV столетия святая Марина почиталась как избавительница от напастей и бед, от неправедного суда и беззаконного приговора. Но особая область, где её предстательство имеет необычайную силу, — защита от духов злобы, от нападений вражьих, от клеветы и наветов. В Проскинитарии (описание святых мест) 1701 года говорится, что от мощей великомученицы Марины исцеляются бесноватые и душевнобольные. Кроме того, святая Марина подаёт исцеление больным, утешение скорбящим, исправление и прощение живущим во грехах, спасает от голода, сохраняя посевы от разгула стихий: от града, ураганов, засухи, от нападений саранчи, гусениц и других насекомых, уничтожающих урожай. Святая оставалась одной из наиболее почитаемых в католических странах до 1969 года, когда Римско-католическая церковь снова признала её Житие апокрифом (наряду с легендой о святом Георгии) и изъял её имя из литургических календарей.

### Имя в православии
Восточная церковь знает Маргариту Антиохийскую под именем святой Марины, и отмечает день её памяти 17 (30) июля шестеричным богослужением. До прославления в 2000 году собором РПЦ двух православных святых Маргарит, всех Маргарит в таинстве крещения называли Маринами.

### Гимнография
Тропарь, глас 3
Девства добротами преиспещренна дево, нетленными венцы венчалася еси Марино: кровьми же мученичества обагрена, чудесы просветившися исцелений, благочестно мученице прияла еси почесть победы твоего страдания.

Тот же тропарь в греческой православной церкви (перевод на английский) особо акцентирует девственную непорочность святой Марины как источника врачующего добра для всего мира:

O Glorious Marina, once betrothed to the Logos, you relinquished all worldly concerns and brilliantly gave struggle as a virginal beauty. You soundly trounced the invisible enemy who appeared to you, O Champion, and you are now the world’s wellspring of healing grace.

### Мощи
В VIII в. императрица Мария перенесла часть мощей святой в Константинополь. Они хранились в монастыре Пантепопта (Всевидца Христа) до взятия города в 1204 году крестоносцами. Другую часть мощей святой перенесли в 908 году из Антиохии в Тоскану и поместили в Монте-Фиасконе.
В 1213 году некий Иоанн де Бореа взял в одном из монастырей Константинополя серебряный ларец с кистью руки святой. Эти мощи спасли его от бури по пути в Венецию. Позже их поместили в венецианском храме святого Либерала, после чего саму церковь переименовали в честь святой Марины. До XVII века они оставались там. В XIX веке эту святыню перенесли в храм святого Фомы в том же городе.
Частицы её мощей в большом количестве находятся на Афоне. Часть руки святой находится в Ксенофонте, левая рука с кистью — в Иверском монастыре, в монастыре Филофея — нога, в русском Пантелеимоновом монастыре — одно из рёбер; крупные части мощей её есть в Хиландаре и Эсфигмене.
В Зугдиди (Грузия) хранится часть руки. Частицы мощей великомученицы есть и в России: в Свято-Троицкой Сергиевой Лавре, в московском храме Воскресения Христова (Сокольники) в ларце, принесённом со Святой Горы в 1863 году старцем иеромонахом Арсением.

### Иконография и изображения
Официальные сайты Русской православной церкви демонстрируют изводы, не подчёркивающие особенных черт подвига святой Марины.

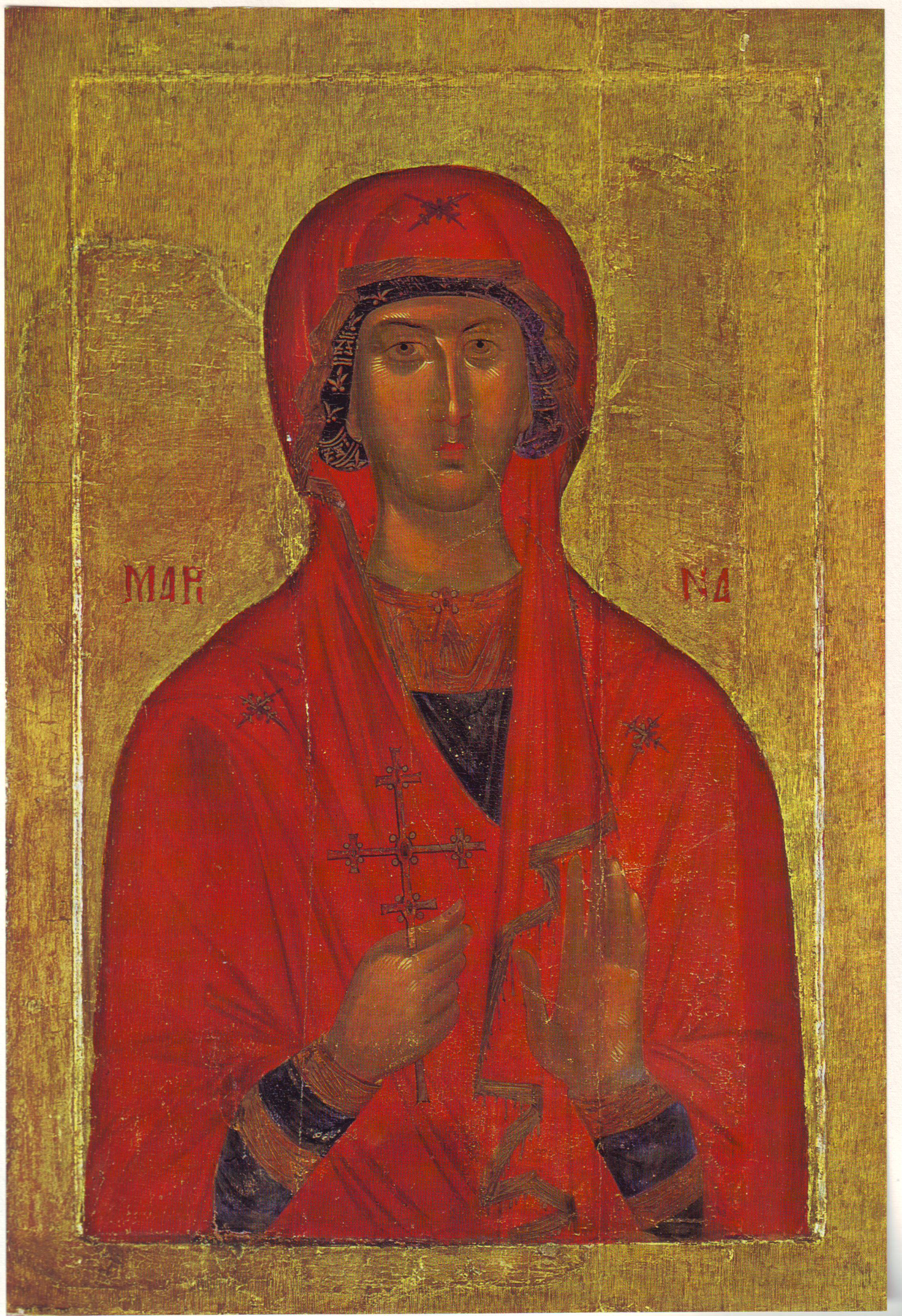
Критская икона XV века
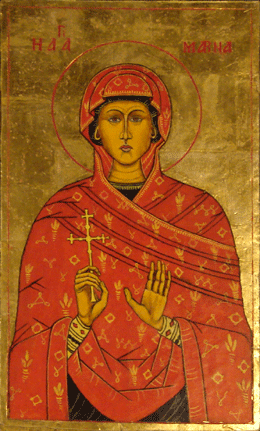
Болгарская икона XVI века
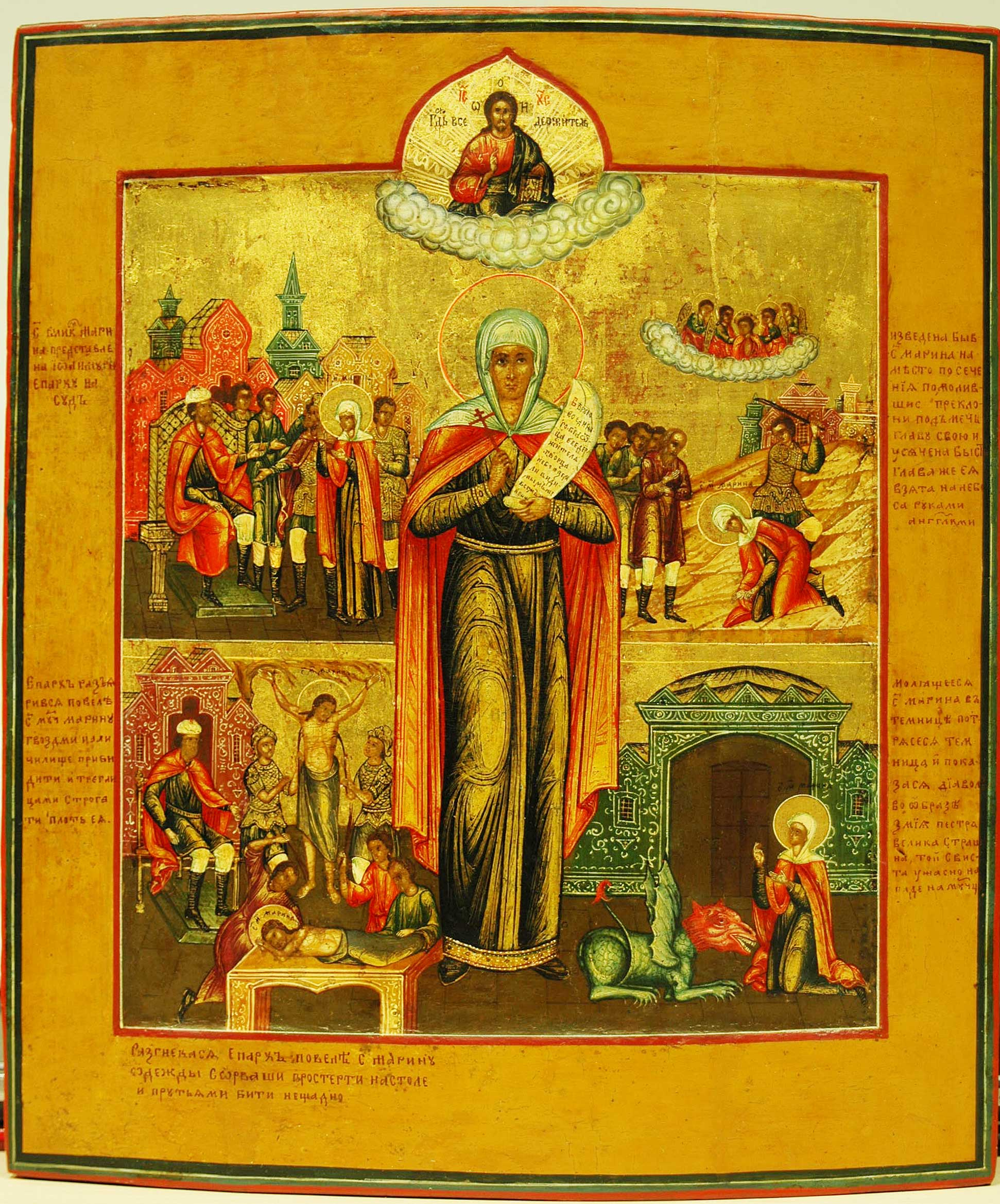
Великомученица Марина со сценами жития (Поволжье, середина XIX века)

Со своей стороны, на образцах икон и агиографических иллюстраций, выставленных на ресурсах греческой и коптской церквей, часто присутствует либо дракон, либо дьявол в образе темнокожего рогатого низкорослого мужчины. В последнем случае Марина держит его одной рукой за рог или клок волос, замахиваясь при этом другой рукой, вооружённой молотом или молотком (иногда с раздвоенным гвоздодёрным концом), либо держит оружие изготовясь.

### В искусстве

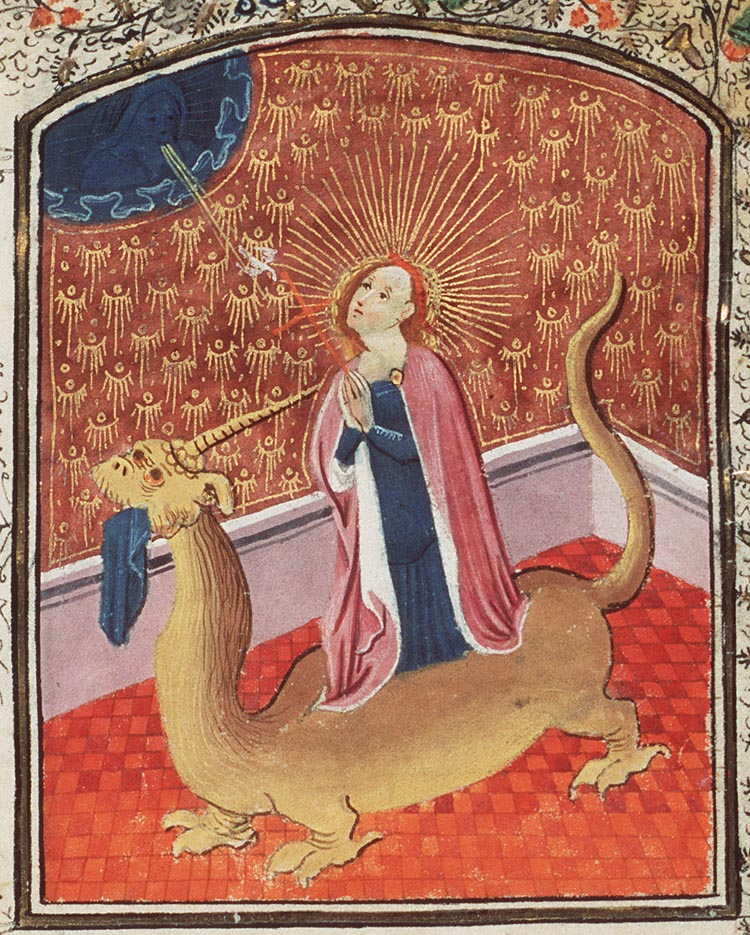
Св.Маргарита и дракон. Иллюстрация в манускрипте, ок. 1440 г.
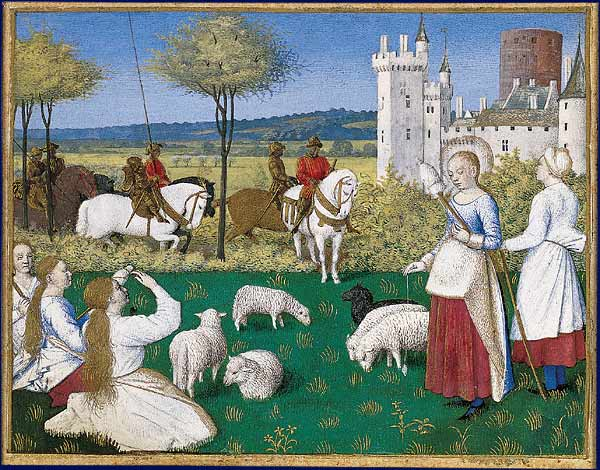
Миниатюра из «Часослова Этьена Шевалье» работы Жана Фуке, Музей Конде
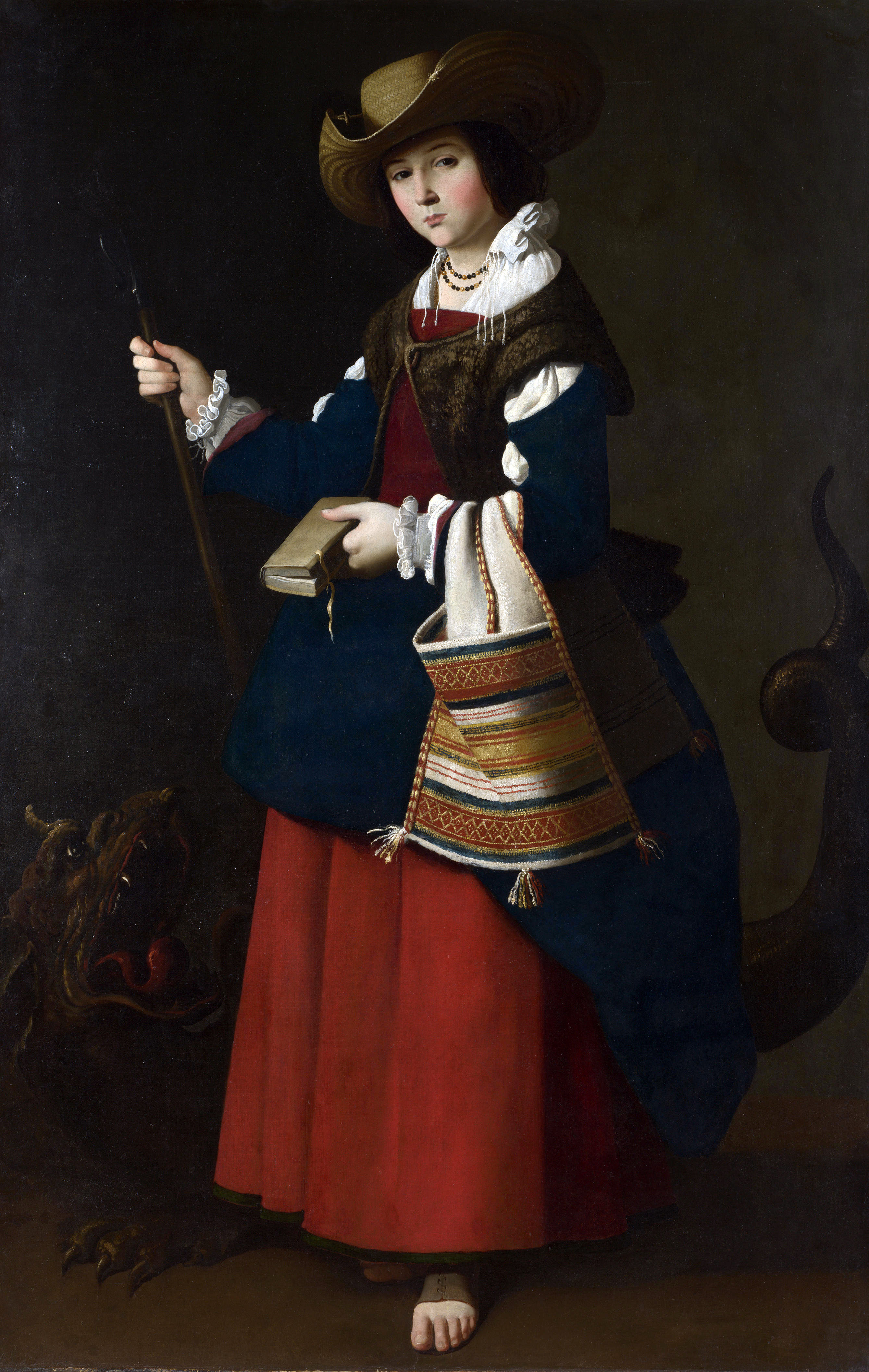
Франсиско де Сурбаран. Святая Маргарита». Национальная галерея, Лондон.

Святая Маргарита в западноевропейской живописи обычно изображается вместе с драконом, и различными пастушьими атрибутами (символами её сельской жизни) — посохом, шляпой и т. д.
В Западной Европе традиции иконописи в Новое время уступают место картинам на религиозную тематику, в которых с течением времени усиливается элемент осовременения одежды и внешнего облика образов. В иллюстрации к манускрипту 1440 года мы видим святую в темнице, выстеленной художественной плиткой и обитой расписанными золотом обоями, где она коленопреклонённо молится на спине единорогого дракона. В миниатюре к часослову взят сюжет встречи пастушки с Олимврием и его воинами, на фоне типичного средневекового замка. Наконец, на полотне Сурбарана — стильно и со вкусом одетая горожанка в шляпе с загнутыми полями, с модной сумкой на согнутой в локте руке, которая сжимает заложенный пальцем томик. На её сельское происхождение намекают только босые ноги, контрастирующие с чистой, аккуратно выглаженной юбкой, и, возможно, посох, на который опирается Маргарита. Не сразу на фоне этого яркого, парадного портрета сеньоры различается дракон, которого Зурбаран практически растворяет в фоне картины.

## Публикации
Три редакции древнейших мученических актов святой Марины на греческом языке были опубликованы в Еd. Н. Usener. Асtа S. Маrinae еt Christophori (неопр.). — Bonn: Carl Georgi Publisher, 1886. — С. 15—46. — (Festschrift zur funften Sacularfeier der Carl-Ruprechts-Universitat zu Heidelberg). — ISBN 1160769338.. Это:
1. Codex Parisinus graecus 1470, 890 г, л. 132 слл. (Принадлежал Константинопольским патриархам Николаю Мистику (896—908 и 912—925 гг.) и Василию (970—974 гг.). Протограф жития списан и снабжён схолиями в 815—820 гг. святителем Мефодием, патриархом Константинопольским (842—846 гг.));
2. Codex Parisinus graecus 1468, X — нач. XI вв., лл. 211 об.-224.
3. Codex Palatinus graecus 4, X—XI вв., лл. 189 об. слл.

Латинские варианты этих актов:
1. Codex Casinensis, XI в.
2. Parisinus Latinus 17002, X в.